# Derk Siewert Huizinga
Derk Siewert Huizinga (Loppersum, 21 december 1879 – Velp, 21 november 1955) was een Nederlands landbouwkundige, bankdirecteur en politicus.
Hij werd geboren als zoon van Siewert Huizinga (1849-1940; landbouwer) en Jeikelina Venhuizen (1857-1929). Na zijn studie aan de Rijks Hoogere Land-, Tuin- en Boschbouwschool in Wageningen werd hij 'Rijkslandbouwleeraar' voor Gelderland. Bovendien zou hij de directeur worden van een nieuwe Rijkslandbouwwinterschool in Zutphen.
Huizinga werd in 1913 in Suriname benoemd tot de directeur van het Departement van de Landbouw. Hij volgde in 1919 W. Dijckmeester op als directeur van de Surinaamsche Bank in Paramaribo en datzelfde jaar werd Huizinga bij tussentijdse verkiezingen verkozen tot lid van de Koloniale Staten. Bij de verkiezingen van 1922 behaalde hij onvoldoende stemmen om Statenlid te kunnen blijven.
Een jaar later vertrok hij naar Nederland waar hij in Limburg als rijkslandbouw-consulent ging werken. Van 1931 tot zijn pensionering in 1945 was hij inspecteur van het Landbouwonderwijs en hoofd van de binnenlandse landbouwvoorlichtingsdienst. In dat laatste jaar verleende de landbouwhogeschool hem een ere-doctoraat in de landbouwwetenschap. Daarna is hij nog president-curator geweest van de landbouwhogeschool.
Huizinga overleed in 1955 op 75-jarige leeftijd.